# H.B. Bulder

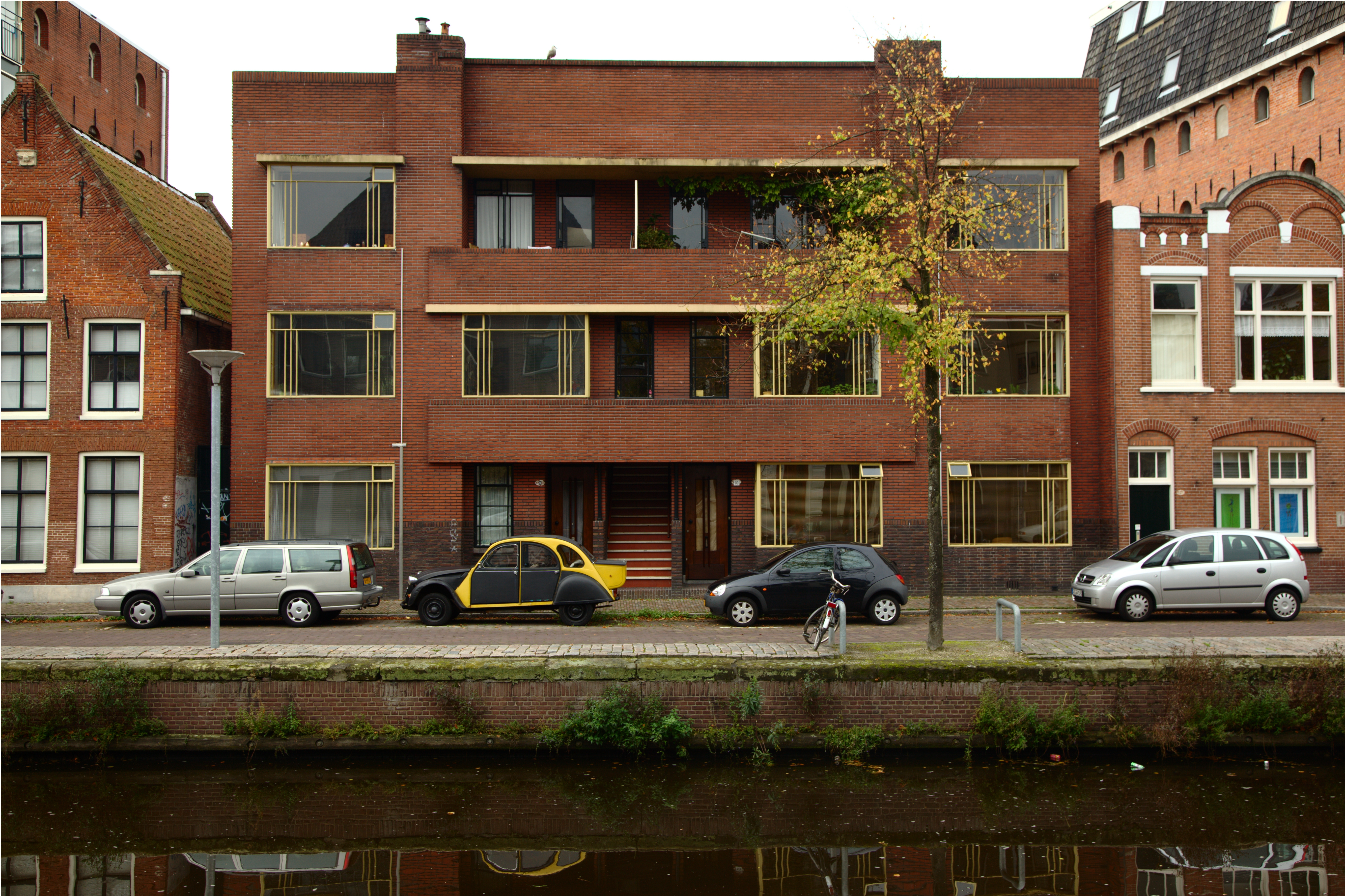
Het door Bulder ontworpen pand Lage der A 9-10b in Groningen (2010)

Henderikus Bernardus Bulder (Hoogezand, 10 februari 1890 - Groningen, 4 januari 1955), in de literatuur doorgaans H.B. Bulder genoemd, was een Nederlandse architect, die vooral in het noorden van het land actief was.

## Biografie
H.B. Bulder werkte eerst als chef de bureau voor bureau Eelkema. Bulder leidde het bureau en ontwierp onder andere het Helperbad en huize Eugeria aan de Goeman Borgesiuslaan.
In 1935, na de dood van Eelkema heeft Bulder het bureau Eelkema overgenomen en werd fit gevestigd aan de Sitterstraat 12 te Groningen.              
In 1955 is Bulder overleden. Zijn zoon Kris Bulder zette het bureau voort tot sluiting in 1991.                    

### Persoonlijk
Bulder was de zoon van een timmermansknecht en een oudere broer van de houtgraveur / kunstenaar / docent aan academie Minerva. Nico Bulder (1898-1964).                                          

### Werk
Hij heeft veel gebouwd in Helpman: diverse straten: Troelstralaan, Gratamastraat, van Royenlaan, van Houtenlaan, Moddermanlaan, Verl Hereweg, Goeman Borgesiuslaan etc.
In zijn werk liet hij zich inspireren door de stijl van de nieuwe zakelijkheid. Een door hem ontworpen en in 1933 aan de Lage der A gebouwd woningcomplex in Groningen is aangewezen als rijksmonument.